# 滑茎薹草
滑茎薹草（学名：Carex micrantha）是莎草科薹草属的植物。分布于朝鲜以及中国大陆的黑龙江等地，生长于海拔480米的地区，多生长在河边湿地以及沼泽地，目前尚未由人工引种栽培。